# Milton of Balgonie
Milton of Balgonie är en by i Fife, Skottland. Byn är belägen 3 km 
från Markinch. Orten har 371 invånare (2001).